# Кроваво-красный муравей-рабовладелец

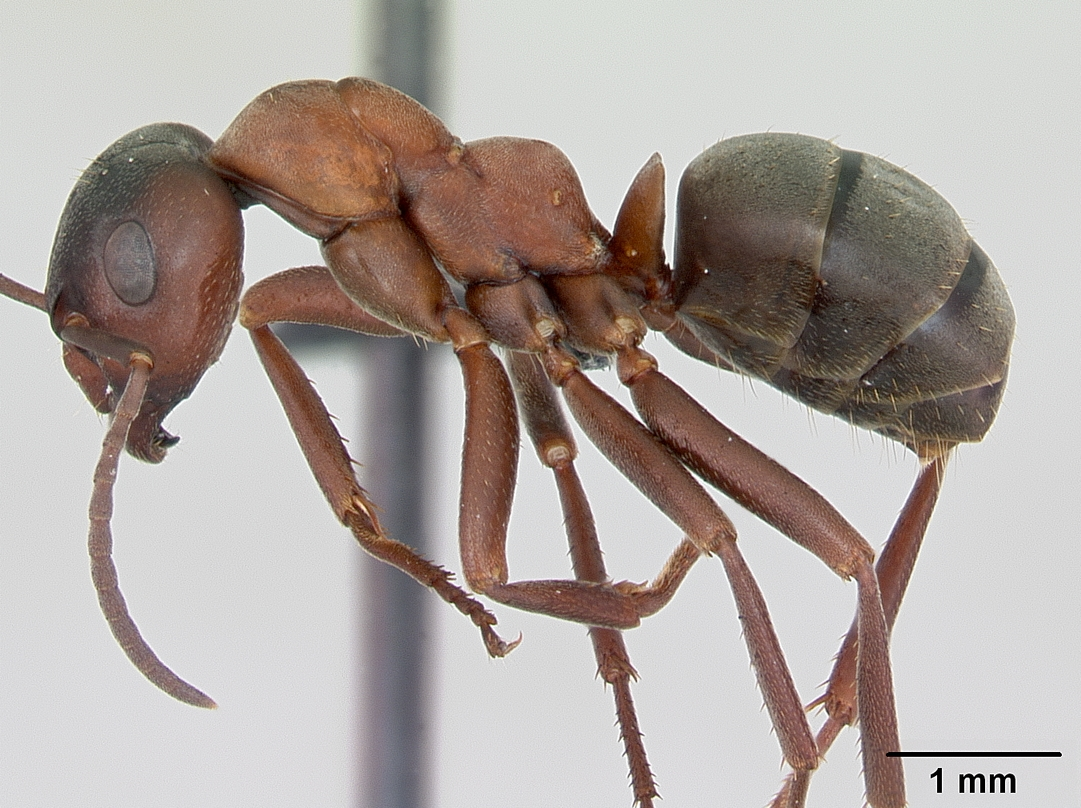
Кровавый муравей — рабовладелец (рабочий сбоку)

Кроваво-красный муравей-рабовладелец, или Кровавый муравей — рабовладелец, или муравей-рабовладелец (лат. Formica sanguinea) — вид средних по размеру муравьёв подрода Raptiformica рода Formica из подсемейства Формицины (Formicinae). Является социальным паразитом, использующим в качестве рабов представителей подрода Serviformica.

## Распространение
Палеарктика: от Европы до Китая.

## Рабовладение
Как и другие муравьи-рабовладельцы, они грабят соседние гнёзда муравьёв (Formica fusca и другие Serviformica), где добывают куколок и приносят их в своё гнездо. Из этих куколок воспитывают «рабов», которые выполняют в гнезде «рабовладельца» те же работы, что они выполняли бы и в родном гнезде, только выращивают расплод не своего, а чужого вида. У кроваво-красного муравья-рабовладельца собственные рабочие добывают пищу, охраняют гнездо и частично занимаются уходом за потомством, хотя в основном эту работу выполняют «рабы».
Formica sanguinea один из примерно 11 видов рода Formica, демонстрирующих социально-паразитическое поведение, связанное с набегами для похищения коконов других муравьёв. Молекулярный анализ рода в целом показывает, что эта форма социального паразитизма развилась в роде Formica лишь однажды, у общего предка группы близкородственных видов группы Formica sanguinea. Предполагается, что это произошло не менее 14 млн лет назад.

## Генетика
Диплоидный набор хромосом 2n = 52.

## Классификация
Данный вид относится к подроду Raptiformica, включающему около 5 социально-паразитических видов рода Formica, известных как рабовладельцы.

## Охранный статус
Внесён в Приложение к Красной книге Москвы, как вид нуждающийся на территории столицы в постоянном контроле и наблюдении.
Включён в Красную книгу Челябинской области.